# Musone (Veneto)
Il torrente Muson è un corso d'acqua del Veneto.

## Percorso
Si origina in località Casonetto, nei pressi di Pagnano di Asolo, dall'unione del Muson di Monfumo e del Muson di Castelcucco. Il primo, lungo 6,14 km, nasce in comune di Maser dalla sorgente detta Gorgo del Tinazzo ma scorre prevalentemente in comune di Monfumo; dopo aver ridisceso il versante settentrionale dei colli Asolani, scorre verso sudovest lambendo i piedi della stessa catena. L'altro, di 5,80 km, nasce alle pendici dell'omonimo colle nei pressi di Castelcucco e scorre quasi esclusivamente all'interno di questo comune.
Dopo aver lambito Pagnano, giunge in pianura e a Spineda accoglie le acque del Lastego. Procede poi per Loria, Poggiana, Castello di Godego e Villarazzo. A Castelfranco Veneto le sue acque sono incanalate nel Muson dei Sassi.

## Storia
Secondo quanto affermato da Brunello, in epoca romana il fiume, dopo aver attraversato Asolo e aver ricevuto le acque di molti torrenti di risorgiva, si sarebbe diretto verso le attuali Castelfranco Veneto, Camposampiero, Salzano e Mestre per poi sfociare in laguna nei pressi di San Giuliano.
Il Gallo aggiunge che, sempre nello stesso periodo, il fiume doveva avere una foce a delta e il Bellon, invece, che era costituito da due rami separati, divisi nei pressi di Spineda, poi riuniti, ma ancora divisi da un ostacolo artificiale. Il ramo orientale detto Musonello (o Marzenego), passava per Castelfranco, Resana, Noale, Mestre e finiva in laguna; il ramo occidentale, nominato Muson o (Soprabbondante del Muson), da Castelfranco raggiungeva Stigliano, Mirano, Lizzafusina e la laguna.
Nel XII secolo la trasformazione maggiore del fiume fu la deviazione verso il Brenta. Residui del vecchio Muson sarebbero il rio Cimetto, che scorre nei pressi di Salzano, e l'odierno Canal Salso, scavato nel 1361. Attualmente ci sono due corsi d'acqua denominati Muson: il Muson Vecchio e il Muson dei Sassi, epiteto probabilmente riferito alla grande quantità di detriti trasportati dalla corrente.
Fin dalle origini, come spesso succede per molti corsi d'acqua, venne usato come confine naturale tra il territorio padovano e trevigiano; di questa sua importanza si hanno testimonianze molto antiche, la meno recente risale al 972, quando l'imperatore Ottone I donò dei territori al monastero di San Candido.
Lungo il
fiume vennero costruiti molte strutture ma nel XIV secolo Francesco il Vecchio
da Carrara ordinò diverse opere lungo questo con lo scopo di prevenire
l'espansione politica e militare di Venezia. Tra questi il maggiore fu il
Serraglio, un insieme di difese militari molto estese. Nel 1370 inoltre modificò
gli argini in modo tale che, in caso di piena, l'acqua sommergesse il
territorio di Noale,
dove sorgeva un castello legato alla Serenissima.
Venezia
stette sempre attenta a mantenere la propria indipendenza, anche territoriale,
dalla terraferma, però la laguna rischiava di venire interrata a causa dei
detriti portati dai numerosi fiumi. Ciò indusse la Serenissima a deviare il
corso di ben sette fiumi.
Quando,
nel marzo del 1458, i Savi delle Acque visitarono il corso del Muson fu deciso
di scavare un canale, il Tergola, per alleggerirne la portata. Visti i danni
causati dalle piene alla fine del ‘500, il 24 aprile 1602 il Collegio delle
acque approvò il progetto di Alvise Gallesi per “la regolazione della Brenta
Magra, Muson et altre acque”, ma il 21 febbraio 1612 venne ordinato ai Savi
delle Acque di trovare una soluzione che includesse anche la deviazione del
fiume. Dopo diversi sopralluoghi riproposero l'idea del Gallesi (di inizio
1611) che consisteva nel deviare il fiume partendo dai “pradi sotto Castel
Franco per pertiche 550 in circa di sopra le Tezze del Muro di Ca' Corner”.
Quindi si
scavò un nuovo alveo alla periferia di Camposampiero per immettere l'acqua del
Muson nel Vandura e farlo sfociare nel Brenta all'altezza di Vigodarzere. Si
decise anche di scaricare le acque del Muson nel Brenta lungo il Canale
Novissimo, terminato nel 1613, che giungeva fino a Mira. Quest'opera venne
stimata in centomila ducati, reperiti attraverso una decima straordinaria. Da
Mira si diramava l'ultimo tratto del Brenta che sfociava fuori la laguna. E
così il Muson venne definitivamente estromesso dalla laguna. Sorgeva però un
nuovo problema, ovvero la manutenzione degli argini del Muson Nuovo (Taglio di
Mirano) che, dopo diverse dispute, venne affidata ai comuni locali e non al
governo centrale.
Il XVII e
XVIII secolo furono segnati da grossi problemi idraulici. Nella seconda metà
del XVII secolo ci furono diverse controversie riguardo l'alveo e il livello
d'acqua del Muson dei Sassi così venne deciso di escavarlo. Nel maggio del 1681
Paolo Rossi, mandato dal Magistrato alle Acque di Venezia, decretò la scarsa
manutenzione della rete viaria annessa al fiume, al quale si pose rimedio nei
mesi successivi. Le lamentele dei proprietari terrieri dimostravano quanto
fosse grave la situazione: il 16 maggio 1699 diversi comuni tra cui Stigliano,
Mirano di Sotto e Scaltenigo scrissero una supplica al Collegio delle Acque
sottolineando come il fiume danneggiasse i terreni “essendo quasi perduto
l'alveo correndo un secolo che non fu escavato”.
Circa un
mese dopo il podestà di Camposampiero ordinò ai comuni interessati di
preoccuparsi della manutenzione del Muson, contribuendo in proporzione al loro
reddito. Nonostante tale riparazione, quindici anni più tardi gli stessi paesi
presentarono la stessa lamentela.
Nuovi
problemi sorsero all'inizio del XVIII secolo e consistevano nella non
dichiarazione dell'uso dell'acqua pubblica per scopi domestici o personali. Un
caso particolare riguardò un rivolo d'acqua passante per S.Angelo di Sala e
proveniente dal Muson. L'utilizzo di tale corso d'acqua risale ad un'epoca
molto antica precisata da testimoni. Tuttavia il 20 luglio 1716 venne decretato
il divieto di attingervi acqua per scopi diversi da quelli concessi. Quando
però dieci anni dopo Antonio Riva si accorse che tale direttiva non era stata
osservata, perché veniva attinta acqua per il funzionamento di
mulini, abbeverare gli animali e irrigare i campi, vennero segnalati gli abusi.
Nel 1773
ci fu l'ultima escavazione del Muson Vecchio. Ciononostante il fiume disalveò
ancora diverse volte soprattutto a causa dell'enorme mole d'acqua proveniente
dal Brenta.
Una tra
le ultime rotture degli argini, nel 1825, causò danni ingenti. Quando però la
foce del Brenta venne portata fuori dalla laguna (1896) la situazione idrica
migliorò immediatamente facendo sì che gli straripamenti quasi terminassero.